# Sinn Sisamouth
Sinn Sisamouth (ស៊ីនស៊ីសាមុត) (1935, Stung Treng-1975?) fue un prolífico cantautor de Camboya en la década de 1950 hasta la década de 1970. Ampliamente considerado como el "Rey de la música jemer", Sisamouth, junto con Ros Serey Sothear, Pan Ron y otros artistas, fue parte de una floreciente escena musical pop en Phnom Penh, que mezclaba elementos de música tradicional en jemer con sonidos rhythm and blues y rock and roll para crear un sonido occidentalizado similar a la psicodelia o el garage rock. Se cree que Sisamouth fue asesinado bajo el régimen de los Jemeres Rojos.

## Discografía Parcial
Más de 1200 canciones son presentadas a continuación. Algunas fueron escritas y cantadas por él mismo, otras interpretadas conjuntamente a Ros Sereysothea o Pan Ron.

### A
- Ae Na Tiw Than Suor? (Where Is Heaven? ឯណាទៅឋានសួគ៌?)
- Annie...(អានី)
- Anicha
- Anuksavary Phnom Sompov (Memories of Sompov mountain) អានុស្សារីយ៍ភ្នំសំពៅ
- Akara Tam Preah Peay	(Album: Chlangden Vol. 070) អក្ខារាតាមព្រះពាយ
- Aknija Pkor Lorn	(Album: Chlangden Vol. 028) អនិច្ចារផ្គរលាន់
- Amrek Sneh Avachey	(Album: Chlangden Vol. 046) អម្រែកស្នេហ៍អវជ័យ
- Ancheunh Pisa Kuyteav	(Album: Chlangden Vol. 145) អញ្ជើញពិសាគុយទាវ
- Angkalimea	(Album: Chlangden Vol. 115) អង្គលីមា
- Anuksavry Klaoch Psa	(Album: Chlangden Vol. 061) អានុស្សាវរីយ៍ខ្លោចផ្សារ
- Âo O Akara	(Album: Chlangden Vol. 075) ឱអូអក្ខារា
- Âo Pseng Barey	(Album: Chlangden Vol. 075) ឱផ្សែងបារី
- Âo Stoeng Posat	(Album: Chlangden Vol. 064) ឱស្ទឹងពោធិ៍សាត់
- Aô! Preah Chantrea Euy	(Album: Chlangden Vol. 117) ឱ! ព្រះច័ន្ទ្រាអើយ
- Arn Chet Reuang Avei?	(Album: Chlangden Vol. 054) អន់ចិត្តរឿងអ្វី
- Arnroeng Muoy 2 Neak	(Album: Chlangden Vol. 137) អង្រឹងមួយពីរនាក់
- Asina Sneha Bong	(Album: Chlangden Vol. 189) អាស៊ីណា ស្នេហាបង
- Asuos	(Album: Chlangden Vol. 021) អាស៊ួស
- Atreat	(Album: Chlangden Vol. 127) អាធ្រាត

### B
- Bandam Tam Rohat Trik បណ្តាំតាមរហាត់ទឹក
- Ba Oun Ban Bang (If you have me) បើ អូន បាន បង
- Baksa Slab Deik បក្សាស្លាបដែក
- Battambang Bandol Jet (Battambang Sweetheart)
- Bong Som Pdum Srey Orn*
- Bopha Chiang Mai (Flower/Girl of Chiang Mai) បុប្ផាឈៀងម៉ៃ
- Bopha dei krong (Flower/Girl of the city) បុប្ផាដីក្រុង
- Bopha Koah Kong (Flower/Girl from Koah Kong Island)បុប្ផាកោះកុង
- Bopha tae mouy (Just One Flower (or Girl))បុប្ផាតែមួយ, ផ្កាក្រពុំចាកទង
- Baksa Slab Dêk	(Album: Chlangden Vol. 034) បក្សាស្លាបដែក
- Ban Bong Min Khos	(Album: Chlangden Vol. 059) បានបងមិនខុស
- Ban Chuob Hoeuy	(Album: Chlangden Vol. 073) បានជួបហើយ
- Ban Koeuy Knoeuy Srey	(Album: Chlangden Vol. 012) បានកើយខ្នើយស្រី
- Barnh Chea Pith Kalyanei	(Album: Chlangden Vol. 125)
- Battambang Bandol Chet	(Album: Chlangden Vol. 027) បាត់ដំបងបណ្ដូលចិត្ត
- Battambang Kom Charng Pie Knhom	(Album: Chlangden Vol. 061) បាត់ដំបងកុំចងពៀរខ្ញុំ
- Baykhon Chorng Dai	(Album: Chlangden Vol. 089) បាយខុនចងដៃ
- Bek Knea Mouy Chnam	(Album: Chlangden Vol. 032) បែកគ្នាមួយឆ្នាំ
- Beo Mean Veasna	(Album: Chlangden Vol. 171) បើមានវាសនា
- Ber Ngonget Kom Pler	(Album: Chlangden Vol. 165) បើងងិតកុំភ្លឺ
- Beysach Krarmom	(Album: Chlangden Vol. 183) បីសាចក្រមុំ
- Boe Knhom Ches Rom	(Album: Chlangden Vol. 052) បើខ្ញុំចេះរាំ
- Boe Ning Prot Hoeuy	(Album: Chlangden Vol. 071) បើនឹងព្រាត់ហើយ
- Boe Nov Mean Preah Atit Ning Preah Chan	(Album: Chlangden Vol. 213) បើនៅមានព្រះអាទិត្យ
- Boe Sen Mean Veasna	(Album: Chlangden Vol. 207) បើសិនមានវាសនា
- Boe Srei Min Meta	(Album: Chlangden Vol. 129) បើស្រីមិនមេត្តា
- Bong Cham Meas Snguon	(Album: Chlangden Vol. 064) បងចាំមាសស្ងួន
- Bong Ches Kbuon Sneh	(Album: Chlangden Vol. 115) បងចេះក្បួនស្នេហ៍
- Bong Ches Te Twist	(Album: Chlangden Vol. 019) បងចេះតែទ្វីស
- Bong Chrieng Neang Yum	(Album: Chlangden Vol. 006) បងច្រៀងនាងយំ
- Bong Houch Leu Knarng Krarbei	(Album: Chlangden Vol. 011) បងហួចលើខ្នងក្របី
- Bong Nam Kmao Rot	(Album: Chlangden Vol. 009) បងនាំខ្មៅរត់
- Bong Ning Bes Pka Hoeuy	(Album: Chlangden Vol. 111) បងនឹងបេះផ្កាហើយ
- Bong Nov Te Sneh	(Album: Chlangden Vol. 219) បងនៅតែស្នេហ៍
- Bong Pjoeu Kon Phorng	(Album: Chlangden Vol. 045) បងផ្ញើរកូនផង
- Bong Ros Pros Oun	(Album: Chlangden Vol. 095) បងរស់ព្រោះអូន
- Bong Sen Pinh Chet Ning Srey	(Album: Chlangden Vol. 189) បងសែនពេញចិត្តនឹងស្រី
- Bong Som Lea Hoeuy	(Album: Chlangden Vol. 111) បងសូមលាហើយ
- Bong Soutram Chos	(Album: Chlangden Vol. 028) បងស៊ូទ្រាំចុះ
- Bopha Bandol Chet	(Album: Chlangden Vol. 005) បុប្ផាបណ្ដូលចិត្ត
- Bopha Chieng Mai	(Album: Chlangden Vol. 002) បុប្ផាឈៀងម៉ៃ
- Bopha Koh Rumduol	(Album: Chlangden Vol. 149) បុប្ផាកោះរំដួល
- Bopha Leak Kluon	(Album: Chlangden Vol. 205) បុប្ផាលាក់ខ្លួន
- Bopha Mohar Angkor	(Album: Chlangden Vol. 135) បុប្ផាមហាអង្គរ
- Bopha Porngror	(Album: Chlangden Vol. 005) បុប្ផាពង្រ
- Bopha Vientane	(Album: Chlangden Vol. 171) បុប្ផាវៀងច័ន្ទ
- Bossiba Duong Jet	(Album: Chlangden Vol. 141) បុស្បាដួងចិត្ត
- Butum Srey Rath Prorm Prot Roer Avey?	(Album: Chlangden Vol. 203) បុទមស្រីរ័ត្នព្រមព្រាត់ឬអ្វី?

### C
- Chang Trim Tae Khuñ (Just Want to See)ចង់ ត្រឹមតែឃើញ
- Chab Yom Brab Sne Chas ចាបយំប្រាប់សេហ៌្នចាស់
- Cheim Krohom Kmao ឈាមក្រហាមខ្មៅ
- Chmous Oun Diuc Doung Dara ឈ្នោះអូនដូចដួងតារា
- Chit niw tae prathna ចិតនៅតែប្រថ្នា
- Chit Phit Kbat (Treacherous Lying Heart) ចិត្តផិតក្បត់
- Cut Saog Dai Aike* កាត់សក់ដៃឯក
- Chab Meas	(Album: Chlangden Vol. 030)
- Chagnchiegn Pich Na Oun	(Album: Chlangden Vol. 068)
- Chak Chouch	(Album: Chlangden Vol. 035)
- Cham-not Sneha	(Album: Chlangden Vol. 207)
- Cham-reang Kou Sneh	(Album: Chlangden Vol. 026)
- Cham Cheat Kroy Chos	(Album: Chlangden Vol. 125)
- Cham Chuob Rol Tngay Lich	(Album: Chlangden Vol. 285)
- Cham Mouy Reatrey	(Album: Chlangden Vol. 021)
- Cham Nhonhim Sa Chea Thmei	(Album: Chlangden Vol. 219)
- Cham Oun Rol Tngay	(Album: Chlangden Vol. 113)
- Cham Te Neak	(Album: Chlangden Vol. 071)
- Chamloeuy Tam Kjol	(Album: Chlangden Vol. 032)
- Chamnorng Nissay	(Album: Chlangden Vol. 219)
- Champa Banteay Dek	(Album: Chlangden Vol. 025)
- Champa Battambang	(Album: Chlangden Vol. 125)
- Champa Kampong Prak	(Album: Chlangden Vol. 037)
- Champei Siem Reap	(Album: Chlangden Vol. 125)
- Champei Suokea	(Album: Chlangden Vol. 064)
- Chamrieng Et Prieng Tok	(Album: Chlangden Vol. 020)
- Chamrieng Kvas Tumnuk	(Album: Chlangden Vol. 060)
- Chamrieng Moranak	(Album: Chlangden Vol. 051)
- Chamrieng Mouy Bot Del Teng Min Chob	(Album: Chlangden Vol. 141)
- Chamrieng Rorbars Bong	(Album: Chlangden Vol. 061)
- Chamrieng Samrab Oun	(Album: Chlangden Vol. 113)
- Chan-Mouy-Chom-Nit	(Album: Chlangden Vol. 003)
- Chan Chak Mek	(Album: Chlangden Vol. 071)
- Chan Reas Leu Rorth Yorn Krong	(Album: Chlangden Vol. 063)
- Chang Trem Te Kheunh	(Album: Chlangden Vol. 038)
- Chantrea Reas Heuy	(Album: Chlangden Vol. 189)
- Chao Pream	(Album: Chlangden Vol. 020)
- Chapei Ning Mit Knhom	(Album: Chlangden Vol. 073)
- Cheou Cheak Tha Mom Vil Vinh	(Album: Chlangden Vol. 227)
- Chet Buos	(Album: Chlangden Vol. 111)
- Chet Et Sangkhim	(Album: Chlangden Vol. 071)
- Chet Knhom	(Album: Chlangden Vol. 185)
- Chet Nov Te Prathna	(Album: Chlangden Vol. 113)
- Chet Phet Kbot	(Album: Chlangden Vol. 113)
- Cheung Mek Por Svay	(Album: Chlangden Vol. 049)
- Chhaet-Mouy-Ji-Vit	(Album: Chlangden Vol. 003)
- Chheam Prolak Dai Knhom	(Album: Chlangden Vol. 141)
- Chhet Chhet Preut Preut	(Album: Chlangden Vol. 055)
- Chhob Niyeay Py Roeung Sneha	(Album: Chlangden Vol. 127)
- Chong Srol ចុងស្រល់
- Chis Touk Leng Ning Bong	(Album: Chlangden Vol. 052)
- Chita Noeng Chao	(Album: Chlangden Vol. 074)
- Chivit Knhom Samrab Te Neak	(Album: Chlangden Vol. 052)
- Chivit Neak Nesat	(Album: Chlangden Vol. 030)
- Chivith Kamkor Tbaung	(Album: Chlangden Vol. 293)
- Chivith Muoy Besdaung Pi	(Album: Chlangden Vol. 293)
- Chivith Sat Lauk	(Album: Chlangden Vol. 044)
- Chlaeuy Maok Sneha	(Album: Chlangden Vol. 125)
- Chngay Sneha	(Album: Chlangden Vol. 125)
- Chong-Kert-Chear-Tik	(Album: Chlangden Vol. 003)
- Chout Toek Pnék Tov Oun	(Album: Chlangden Vol. 034)
- Chrorlorng Sekmeas	(Album: Chlangden Vol. 075)
- Chum Cheat	(Album: Chlangden Vol. 089)
- Chumrum Sneh	(Album: Chlangden Vol. 213)
- Chumrum Sneh	(Album: Chlangden Vol. 293)
- Chuob Daoy Chaidarn	(Album: Chlangden Vol. 189)
- Chuob Knea Chong Kroy Leu Chne Ksach	(Album: Chlangden Vol. 012)
- Cloeuy Chas Mok Oun	(Album: Chlangden Vol. 285)

### D
- Derm Dong Ti10
- Devi*
- Dorng steung Porthisat
- Dorng steung Sangker
- Dourng netra
- Daeum Dong Proloeng Sneh	(Album: Chlangden Vol. 203)
- Dambav Duong Chet	(Album: Chlangden Vol. 006)
- Damrey Sor Chmol	(Album: Chlangden Vol. 059)
- Dantrei Snae	(Album: Chlangden Vol. 147)
- Dara Knhom Euy	(Album: Chlangden Vol. 189)
- Day Knong Day Pnék Knong Pnék	(Album: Chlangden Vol. 151)
- Decho Psarng Preng	(Album: Chlangden Vol. 036)
- Doch Chea Prohêl Muk	(Album: Chlangden Vol. 293)
- Domrey Sor Euy	(Album: Chlangden Vol. 041)
- Duong Chan Duong Chet	(Album: Chlangden Vol. 016)
- Duong Khê Rornoch	(Album: Chlangden Vol. 027)
- Duong Netra	(Album: Chlangden Vol. 038)

### E
- Espagnola	(Album: Chlangden Vol. 004)
- Eysey Prae Sa	(Album: Chlangden Vol. 284)

### H
- Hêt Tê Kam Bong	(Album: Chlangden Vol. 207)
- Hoera Tos Teay	(Album: Chlangden Vol. 085)
- Hala Hala

### G
- Gaing Thov*

### J
- Jevit Sach Loch
- Jenchean Pich Na Oun (ចិញ្ជៀនពីជ្រណាអូន)
- Jevit khyum somrab nerk (My heart is for you)
- Jaor Jett Jear	(Album: Chlangden Vol. 130)
- Jeevet Sob Tgnai 	(Album: Chlangden Vol. 211)

### K
- Kandal dourng Chet
- Keng Youl Angrung (Sleeping, Rocking the Hammock) ចាំជួបរាល់ថ្ងៃលិច (Waiting to see you every sunset)
- Kgropbeu Knong Teuk (Crocodile in Water)
- Kheung Pruos Sralanh (I Am Angry Because I Love)
- Khoss Pruos Knhom
- Kjol Tonlé
- Kjol Samot
- Klen Euy Kro Obe (Smell So Good), Bopha Leak Kluon (បុប្ផាលាក់ខ្លួន)៖ ក្រអូបតែក្លិនមិនបានឃើញខ្លួន......
- Kolap Batdambong (Rose of Battambong)
- Kolap Khmer Ahkas
- Kolap Mouy Tong (The One Rose)
- Kolap Pailin (Pailin Rose)
- Kolap Sor ផ្កាកុលាប ស
- Ka-êk Prot Bangkorng	(Album: Chlangden Vol. 183)
- Ka-ngok Kromom	(Album: Chlangden Vol. 012)
- Kach Ey Kach Mless	(Album: Chlangden Vol. 219)
- Kaew Pnech Arun Busuon	(Album: Chlangden Vol. 165)
- Kal Oun Neang Rom	(Album: Chlangden Vol. 052)
- Kam Kay Min Tieng	(Album: Chlangden Vol. 096)
- Kamlos Muoy Chivit Roe?	(Album: Chlangden Vol. 201)
- Kampong Thom Chumrum Chet	(Album: Chlangden Vol. 149)
- Kampot Kampoul Duong Chet	(Album: Chlangden Vol. 125)
- Kamrorng Phuong Tkol	(Album: Chlangden Vol. 037)
- Kamsart Kat Prey	(Album: Chlangden Vol. 083)
- Kandal Duong Chet	(Album: Chlangden Vol. 207)
- Kanseng Pak Pka	(Album: Chlangden Vol. 030)
- Kanseng Sladok	(Album: Chlangden Vol. 032)
- Kanseng Srey Pak	(Album: Chlangden Vol. 032)
- Kat Chet Tang Ah-lai	(Album: Chlangden Vol. 100)
- Kcharng Kdark	(Album: Chlangden Vol. 181)
- Kdech Chhoeu Nas Oun	(Album: Chlangden Vol. 068)
- Keng Tov Keng Tov	(Album: Chlangden Vol. 111)
- Keo Sneha	(Album: Chlangden Vol. 293)
- Kham Luoch Srarlanh	(Album: Chlangden Vol. 205)
- Kham Te Choeur	(Album: Chlangden Vol. 012)
- Kheugn Min Ban	(Album: Chlangden Vol. 095)
- Kheunh Te Mouy	(Album: Chlangden Vol. 059)
- Khmum Pnhaeu Sambok	(Album: Chlangden Vol. 117)
- Khoch Chet Torte	(Album: Chlangden Vol. 131)
- Khoe Cheung Thom	(Album: Chlangden Vol. 059)
- Khoeng Chraeun Min Chamnenh	(Album: Chlangden Vol. 201)
- Khoeng Prors Srarlanh	(Album: Chlangden Vol. 117)
- Khoeng Rieng Avey	(Album: Chlangden Vol. 151)
- Khsê Chivit	(Album: Chlangden Vol. 064)
- King Kork Krart	(Album: Chlangden Vol. 063)
- Kjol Samot	(Album: Chlangden Vol. 185)
- Kjol Tonle	(Album: Chlangden Vol. 075)
- Klach On Ban Ke	(Album: Chlangden Vol. 131)
- Klach Prorpon Doch Kla	(Album: Chlangden Vol. 022)
- Kleat 1 Tngay Nissay 1 Chnam	(Album: Chlangden Vol. 031)
- Kleat Teang Srolanh	(Album: Chlangden Vol. 068)
- Klem Chann Srornos	(Album: Chlangden Vol. 185)
- Klen Euy Klen Kluon	(Album: Chlangden Vol. 070)
- Klen Kluon Nuon Srey	(Album: Chlangden Vol. 011)
- Kleng Dach Kseh	(Album: Chlangden Vol. 012)
- Kloch Chet	(Album: Chlangden Vol. 041)
- Kmao Sros	(Album: Chlangden Vol. 022)
- Kmean Te Chet Kromom	(Album: Chlangden Vol. 285)
- Knhom Rorng Cham	(Album: Chlangden Vol. 071)
- Knorng Phnom Anouksary	(Album: Chlangden Vol. 213)
- Ko Sneng Mouy	(Album: Chlangden Vol. 024)
- Koh-Prak-An-Teak-Sneh	(Album: Chlangden Vol. 003)
- Koh Chas Koh Thmei Srei Prê Chet	(Album: Chlangden Vol. 061)
- Kolab Chroy Ta Prum	(Album: Chlangden Vol. 005)
- Kolab Daunteav	(Album: Chlangden Vol. 061)
- Kolab Meas Barng	(Album: Chlangden Vol. 036)
- Kolab Muoy Torng	(Album: Chlangden Vol. 139)
- Kolab Pailin	(Album: Chlangden Vol. 070)
- Kolab Prek Leab	(Album: Chlangden Vol. 004)
- Kolarp Khmer Akkasjor	(Album: Chlangden Vol. 165)
- Kom Khoeng Ey Oun	(Album: Chlangden Vol. 052)
- Kom Ngor Pék On	(Album: Chlangden Vol. 060)
- Kom Plich Bandam	(Album: Chlangden Vol. 076)
- Kom Soeuch Dak Knhom	(Album: Chlangden Vol. 024)
- Kom Tam Bong Ey	(Album: Chlangden Vol. 054)
- Kom Tar Leah Heuy	(Album: Chlangden Vol. 165)
- Kompoul Pnom Dong Rek	(Album: Chlangden Vol. 136)
- Komrong Pka Phuong	(Album: Chlangden Vol. 002)
- Kopeu Knong Toeuk	(Album: Chlangden Vol. 097)
- Korng Kam Korng Keo	(Album: Chlangden Vol. 207)
- Krarmom Chhaô Laô	(Album: Chlangden Vol. 055)
- Krobey Het Gny	(Album: Chlangden Vol. 035)
- Krou Kmeng Tnam Chnang	(Album: Chlangden Vol. 033)
- Ku Snae Leu Neavea	(Album: Chlangden Vol. 004)
- Kuk 1 Chivit	(Album: Chlangden Vol. 149)
- Kumnum 20 Chnam	(Album: Chlangden Vol. 191)
- Kyol Chop Bok Mork Tiet	(Album: Chlangden Vol. 130)

### L
- Lmorm heuy na srey (Enough Already)
- La-or Et Tars	(Album: Chlangden Vol. 201)
- "Lan ""Decapotab"""	(Album: Chlangden Vol. 042)
- Lan Chak Toek	(Album: Chlangden Vol. 059)
- Lav Loek	(Album: Chlangden Vol. 123)
- Lea Hoeuy Paris	(Album: Chlangden Vol. 171)
- Lea Hoeuy Sor Kolab	(Album: Chlangden Vol. 031)
- Lea Oun Tov Cbang	(Album: Chlangden Vol. 191)
- Lea Phum Seksark	(Album: Chlangden Vol. 004)
- Lea Phum Séksork	(Album: Chlangden Vol. 062)
- Lea Stoeung Sangke	(Album: Chlangden Vol. 032)
- Leakhena Meas Barng	(Album: Chlangden Vol. 096)
- Lear-Srey-Sa-Va	(Album: Chlangden Vol. 003)
- Leng Tê Kham	(Album: Chlangden Vol. 016)
- Leu Phnom Tronum Kaêk	(Album: Chlangden Vol. 044)
- Lingchou Meas Barng	(Album: Chlangden Vol. 117)
- Lmorm-Houy-Na-Srey	(Album: Chlangden Vol. 003)
- Loeung Rom Ban Teh?	(Album: Chlangden Vol. 028)
- Lous Lorng Krom Thorony	(Album: Chlangden Vol. 075)
- Luoch Sneh Luoch Tuk	(Album: Chlangden Vol. 073)
- Luoch Sneh Luoch Tuk	(Album: Chlangden Vol. 097)
- Luoch Srolanh	(Album: Chlangden Vol. 219)

### M
- Mae Ouy Owe Youn*
- Maloub dorng steung por bak khaing
- Marina
- Mala Meas Bong (Mala My Love)
- Meas Teuk Prambei (Impure Gold) a.k.a. Smaan Tae Niw Gramom (Thought (She) Was Still a Maiden)
- Meul Teuk Samotr (Looking at the Water of the Ocean)
- Msel Menh (Yesterday)
- Maok Py Na Neang	(Album: Chlangden Vol. 086)
- MARINA	(Album: Chlangden Vol. 213)
- Maung 3 Yub Ming	(Album: Chlangden Vol. 135)
- Mchas Klen Nov Ti Na?	(Album: Chlangden Vol. 187)
- Mean Prak Mean Sneh	(Album: Chlangden Vol. 127)
- Mean Rieng Avey Tov	(Album: Chlangden Vol. 044)
- Mean Sneh Mean Luy	(Album: Chlangden Vol. 025)
- Meas Toek 8	(Album: Chlangden Vol. 007)
- Meas Toeuk 10	(Album: Chlangden Vol. 123)
- Mék Kpors Dei Teab	(Album: Chlangden Vol. 027)
- Mek Ning Dey	(Album: Chlangden Vol. 071)
- Memay 1 Pleung	(Album: Chlangden Vol. 068)
- Mén Roe Min Mén	(Album: Chlangden Vol. 139)
- Meul Kun Té On	(Album: Chlangden Vol. 039)
- Meul Mek Meul Srey	(Album: Chlangden Vol. 123)
- Meul Min Thlous	(Album: Chlangden Vol. 012)
- Meul Pnek Knhom Kheugn Chet Knhom	(Album: Chlangden Vol. 095)
- Min Chang Mean Tngay Sa-ek	(Album: Chlangden Vol. 185)
- Min Leng Té Prarporn	(Album: Chlangden Vol. 060)
- Min Plich Bandam	(Album: Chlangden Vol. 113)
- Min Plich Roy Thoeub	(Album: Chlangden Vol. 135)
- Min Yol	(Album: Chlangden Vol. 213)
- MIRA Meas Bong	(Album: Chlangden Vol. 213)
- Mjas Dav Kaysith	(Album: Chlangden Vol. 031)
- Mlis Lea Chak Torng	(Album: Chlangden Vol. 063)
- Mlis Ruot Phum Thmei	(Album: Chlangden Vol. 027)
- Mlub Dong Ty 10	(Album: Chlangden Vol. 043)
- Mlub Po Bakheng	(Album: Chlangden Vol. 073)
- Mok Rom Ning Knhom	(Album: Chlangden Vol. 052)
- Mom Meas Sneh*	(Album: Chlangden Vol. 211)
- Morn Sneh Srei Kmao	(Album: Chlangden Vol. 039)
- Mun Neung Kleat Kay
- Muny Khemara Akasayean	(Album: Chlangden Vol. 064)
- Muoy Meun Alay	(Album: Chlangden Vol. 076) (Ten Thousand Passions)

### N
- Neagk Na Min Snaeha (sugar sugar)
- Neary chnam 72 (1972 Girl)
- Neary Boroteh
- Neuk Oun Jearnich (I will always miss you)
- Nevei Jevit
- Nisay Sne Srey Krob Leak
- Neak Kat Sork Day Ek	(Album: Chlangden Vol. 055)
- Neak Na Min Noek Oun	(Album: Chlangden Vol. 127)
- Neakna Kmean Snae	(Album: Chlangden Vol. 131)
- Neang Ang Roub Roe?	(Album: Chlangden Vol. 025)
- Neang Karch Taer Onchoeng	(Album: Chlangden Vol. 130)
- Neang Kor Kar Srarlanh	(Album: Chlangden Vol. 129)
- Neary Borotés Roe?	(Album: Chlangden Vol. 054)
- Neknah Oy Ku?	(Album: Chlangden Vol. 002)
- Nhonhim Nhonhim	(Album: Chlangden Vol. 293)
- Nissay Krub Leak	(Album: Chlangden Vol. 075)
- Nochek	(Album: Chlangden Vol. 028)
- Noek Khoenh Teang Ars	(Album: Chlangden Vol. 010)
- Noek Krub Velea	(Album: Chlangden Vol. 183)
- Noeuk Kheugn Noeuk Kheugn!	(Album: Chlangden Vol. 034)
- Nov Te Sday	(Album: Chlangden Vol. 131)
- Nuv Smak Nuv Sday	(Album: Chlangden Vol. 165)

### O
- Oh oh yeh yeh — song by Sinn Sisamouth containing a chorus in English
- On srey On (On, the Woman, On)*
- Oun mok pee na? (Honey, When Did You Come?)
- Odom Duong Chet	(Album: Chlangden Vol. 004)
- Oh! Dalé	(Album: Chlangden Vol. 171)
- Oh! Sneh Euy	(Album: Chlangden Vol. 046)
- OH! YE YE	(Album: Chlangden Vol. 071) english version?
- On Euy Srey On	(Album: Chlangden Vol. 021)
- On Kon Neak Na?	(Album: Chlangden Vol. 006)
- On Plech Reuang Daeum	(Album: Chlangden Vol. 036)
- Ork Boeung Kanseng	(Album: Chlangden Vol. 073)
- Oronor Nuon Euy	(Album: Chlangden Vol. 197)
- Os Prak Os Sneh	(Album: Chlangden Vol. 127)
- Oun Euy Meaul Pkay	(Album: Chlangden Vol. 171)
- Oun Kong Doeung Kluon	(Album: Chlangden Vol. 038)
- Oun Laôr Doch Pka	(Album: Chlangden Vol. 035)
- Oun Yum Rieng Avey?	(Album: Chlangden Vol. 068)
- Oy Plich Mdech Ban	(Album: Chlangden Vol. 035)

### P
- Pailin Soben Snae (Pailin Dream of Love)
- Pél dèl trov yom
- Pkai Proeuk (Morning Star)
- Phap Samnarng
- Pleng Machareach
- Prek Eng Ors Songkhem
- Prort snae bandol chet
- Pailin Prorloeng Sneh	(Album: Chlangden Vol. 061)
- Pailin Soben Sneh	(Album: Chlangden Vol. 027)
- Panh-cha Por K-uod Chheam	(Album: Chlangden Vol. 147)
- Peak Oun Saniya	(Album: Chlangden Vol. 207)
- Pel Oun Kleat	(Album: Chlangden Vol. 052)
- Pél Oun Loeung Yunhos	(Album: Chlangden Vol. 034)
- Pel Plieng Neang Tov Na?	(Album: Chlangden Vol. 006)
- Phat Cheay	(Album: Chlangden Vol. 089)
- Phatcheay Bandol Chet	(Album: Chlangden Vol. 103)
- Pheak Reyear Py ភរិយា ពីរ
- Phnom Sampov Chumrov Duong Chet	(Album: Chlangden Vol. 060)
- Phsorng Kaeut Chea Toek	(Album: Chlangden Vol. 063)
- Phumphuong Samay	(Album: Chlangden Vol. 037)
- Piphup Sneh Knhom	(Album: Chlangden Vol. 149)
- Pjoer Pran Leu Pka Chhouk Sor	(Album: Chlangden Vol. 141)
- Pjous Chivit	(Album: Chlangden Vol. 033)
- Pka Kampuchea	(Album: Chlangden Vol. 007)
- Pka Knong Rorbong 	(Album: Chlangden Vol. 211)
- Pka Krarpum Chak Torng	(Album: Chlangden Vol. 010)
- Pka Rich Bang Sloek	(Album: Chlangden Vol. 027)
- Pka Rich Knong Chet	(Album: Chlangden Vol. 028)
- Pkay Preah Angkea	(Album: Chlangden Vol. 046)
- Pkay Proek	(Album: Chlangden Vol. 070)
- Pkay Sneha	(Album: Chlangden Vol. 213)
- Pkor Euy Kom Tngo	(Album: Chlangden Vol. 042)
- Pleng Majureach	(Album: Chlangden Vol. 049)
- Plich Heuy Rer	(Album: Chlangden Vol. 135)
- Plieng Kmean Rordov	(Album: Chlangden Vol. 131)
- Plieng Srork Nov Mot Bang-orch	(Album: Chlangden Vol. 071)
- Pnek Khoch	(Album: Chlangden Vol. 041)
- Pnek On Mean Avei?	(Album: Chlangden Vol. 131)
- Porl To Aphop	(Album: Chlangden Vol. 145)
- Pors May Khan Sla	(Album: Chlangden Vol. 039)
- Porsmay Hoeu Ha	(Album: Chlangden Vol. 037)
- Prab Bong Ban Te	(Album: Chlangden Vol. 033)
- Prarvas Srê Mdarng	(Album: Chlangden Vol. 027)
- Praryat Pie Chlarng	(Album: Chlangden Vol. 117)
- Preah Chan Reas Hoeuy	(Album: Chlangden Vol. 095)
- Prek Eng Os Sangkhoeum	(Album: Chlangden Vol. 038)
- Pril Pnek Os Hoeuy	(Album: Chlangden Vol. 020)
- Prorm Ram Roe Tae	(Album: Chlangden Vol. 139)
- Prors Tê On	(Album: Chlangden Vol. 117)
- Pros Bong Tlorb Srarlanh On	(Album: Chlangden Vol. 183)
- Pros Na Tram Ban	(Album: Chlangden Vol. 205)
- Prot Phnom Sampov	(Album: Chlangden Vol. 032)
- Prot Tiang Srolanh	(Album: Chlangden Vol. 127) ព្រាត់ទាំងស្រលាញ់
- Prouy Robos Bong	(Album: Chlangden Vol. 034)
- Proyat Pdey Leng	(Album: Chlangden Vol. 022)
- Puon Bong Dol Na	(Album: Chlangden Vol. 011)

### R
- Ream Kham Sror Mai
- Roomdourl dorng steung Sangker (Flower of the River Sangker)
- Roomdourl Pothisat (Flower of Pursat)
- Roomdourl Kok Kong
- Roomdourl Kratier (Flower of Kratier)
- Roomdourl Sorin
- Roseal Kong Phnom
- Ram Changvak ROCK	(Album: Chlangden Vol. 054)
- Ram SURPRISE PARTY	(Album: Chlangden Vol. 062)
- Reahou Chab Chan	(Album: Chlangden Vol. 111)
- Reang Euy Reang Ré	(Album: Chlangden Vol. 027)
- Reasmei Kdei Sangkhoem	(Album: Chlangden Vol. 082)
- Reatrei Chuob Sneh	(Album: Chlangden Vol. 030)
- Reatrey Del Knhom Cham Min Plich	(Album: Chlangden Vol. 111)
- Reatrey HONG KONG	(Album: Chlangden Vol. 071)
- Reatrey Nat Chuob	(Album: Chlangden Vol. 187)
- Riem Cbarng Yeung	(Album: Chlangden Vol. 096)
- Roeu Mouy Oun Khoeung	(Album: Chlangden Vol. 285)
- Rom A Go Go	(Album: Chlangden Vol. 189)
- Rom ROCK	(Album: Chlangden Vol. 028)
- Rom Saravann	(Album: Chlangden Vol. 020)
- Rom Tam Chet Smak	(Album: Chlangden Vol. 097)
- Rorg Cham Knong Pel Romvong រង់ចាំក្នុងពេលរាំវង់
- Romvong Knong Pel Reatrey	(Album: Chlangden Vol. 071)
- Rorng Cham Tngay Sa-ek	(Album: Chlangden Vol. 085)
- Rorsat Tam Kyol	(Album: Chlangden Vol. 137)
- Rory Chnam Kar Cham Dê	(Album: Chlangden Vol. 203)
- Ros Cham Chamloeuy	(Album: Chlangden Vol. 068)
- Rosoeub Nas	(Album: Chlangden Vol. 055)
- Rub Srei Chea Duong Chet Bong	(Album: Chlangden Vol. 203)
- Rumduol Angkor	(Album: Chlangden Vol. 071)
- Rumduol Dorng Stoeng Siem Reap	(Album: Chlangden Vol. 063)
- Rumduol Kropum	(Album: Chlangden Vol. 037)
- Rumduol Pursat	(Album: Chlangden Vol. 085)
- Rumduol Sroeng Sangkê	(Album: Chlangden Vol. 005)

### S
- Samotr ream
- Sat Thee Thuy (មើលសត្វទីទុយ)
- Sangkhim Cheanich (Hoping Forever)
- Snae ney yoeung (Our love)
- Snae Borisoth (Pure Love)
- Soben 3 Yuop
- Sony Agogo
- Sony
- Sopheap boroh
- Soriya reap lich
- Soriya Ors Sdongkut
- Soriya Psong snae from the movie "Pos Keng Kang"
- Spean Cheu Aphorp
- Sroam Dong Stung Sonkgae
- Stoeung Keo
- Stoeung Sangker Kom Praeh jet tmey (River Sangker, Don't Change Your Mind)
- Sa-ek Knhom Mean Prorpon	(Album: Chlangden Vol. 029)
- Sa-ek Lea Meh Chole Tveu Teahean	(Album: Chlangden Vol. 191)
- Saen Sday Tpol Sdam	(Album: Chlangden Vol. 147)
- Sam Kmean Toah	(Album: Chlangden Vol. 082)
- Sambot Bong Muoy	(Album: Chlangden Vol. 005)
- Sambot Chong Kraoy	(Album: Chlangden Vol. 183)
- Sambot Muk Preah	(Album: Chlangden Vol. 034)
- Samdei Min Tieng	(Album: Chlangden Vol. 030)
- Samleng Khum Rong	(Album: Chlangden Vol. 041)
- Samleng Skor Dai Ek	(Album: Chlangden Vol. 095)
- Samleng Tavao Pel Os Sdarngkort	(Album: Chlangden Vol. 030)
- Samnaeuch Cham-ark Prumlikhet	(Album: Chlangden Vol. 211)
- Samnau Kakei	(Album: Chlangden Vol. 082)
- Samnob Chet	(Album: Chlangden Vol. 037)
- Samot Toek Pnek	(Album: Chlangden Vol. 111)
- Samrars Krarmom Phum Tkol	(Album: Chlangden Vol. 004)
- Samrars Seda Koh Thmei	(Album: Chlangden Vol. 027)
- Samrek Chheam Khmer	(Album: Chlangden Vol. 191)
- Samros Bopha	(Album: Chlangden Vol. 113)
- Samros Koh Kong	(Album: Chlangden Vol. 028)
- Samros Neang Chev Touk Dor	(Album: Chlangden Vol. 043)
- Samros Neary Samay 72	(Album: Chlangden Vol. 129)
- Sang Pnuos Chos Oun	(Album: Chlangden Vol. 123)
- Sangkhim Roeu Kmean Sangkhim	(Album: Chlangden Vol. 149)
- Sangsa Samlarnh Chet	(Album: Chlangden Vol. 117)
- Saniya 3 Tngay	(Album: Chlangden Vol. 149)
- Sankhim Chong Kroy	(Album: Chlangden Vol. 293)
- Sark Veng Anlay	(Album: Chlangden Vol. 070)
- Sayon Toch Yum	(Album: Chlangden Vol. 103)
- Sdab So Rohut Toek	(Album: Chlangden Vol. 185)
- Sdab So Toek Plieng	(Album: Chlangden Vol. 071)
- Sday-Riang-Own-Nass	(Album: Chlangden Vol. 003)
- Sday Chet Del Kham Reaksa	(Album: Chlangden Vol. 051)
- Sday Chhom	(Album: Chlangden Vol. 097)
- Sday Chit Del Smos	(Album: Chlangden Vol. 059)
- Sday Chumnoun Choun Mê Tov Sdei	(Album: Chlangden Vol. 060)
- Sday Duong Dara	(Album: Chlangden Vol. 071)
- Sday Klen Del Kleat	(Album: Chlangden Vol. 006)
- Sday Snaeh Aphorp	(Album: Chlangden Vol. 134)
- Sday Vey Komlos	(Album: Chlangden Vol. 011)
- Sen Kror-ob	(Album: Chlangden Vol. 032)
- Sen Srolanh	(Album: Chlangden Vol. 071)
- Skov âu Mal Tich	(Album: Chlangden Vol. 042)
- Slab Ning Anouksavry	(Album: Chlangden Vol. 185)
- Slab Rors Tê Mdorng	(Album: Chlangden Vol. 145)
- Sloek Chheu Chak Mek	(Album: Chlangden Vol. 038)
- Smân Chet Min Trov	(Album: Chlangden Vol. 125)
- Smaong Euy Srei Smaong	(Album: Chlangden Vol. 089)
- Smos Ponoeung Hoeuy	(Album: Chlangden Vol. 058)
- Snae Srei Srok Obun	(Album: Chlangden Vol. 082)
- Snae Srei Te Mneak	(Album: Chlangden Vol. 004)
- Snaeh Jou Prap Tah Snaeh	(Album: Chlangden Vol. 134)
- Sne-Ott-Ney	(Album: Chlangden Vol. 003)
- Sneh Bat Samros	(Album: Chlangden Vol. 019)
- Sneh Borisot	(Album: Chlangden Vol. 002)
- Sneha Maktheung	(Album: Chlangden Vol. 004)
- Soben 3 Yub	(Album: Chlangden Vol. 029)
- Soben Chamlek	(Album: Chlangden Vol. 025)
- Soben Kheugn Oun	(Album: Chlangden Vol. 171)
- Sok-Krorng	(Album: Chlangden Vol. 003)
- Sok Veng Mless?	(Album: Chlangden Vol. 029)
- Som Chuob Trem Cheat Noeng	(Album: Chlangden Vol. 038)
- Som On Meta Bopha Kampong Som	(Album: Chlangden Vol. 061)
- Som Pteas On Chrork	(Album: Chlangden Vol. 027)
- Som Rom Cheamuoy Phorng	(Album: Chlangden Vol. 055)
- Som Thort Rub Muoy Na Neang	(Album: Chlangden Vol. 039)
- Som Tnorm Prolom Tuk	(Album: Chlangden Vol. 031)
- Sontouch Ot Nuy	(Album: Chlangden Vol. 083)
- SONY Bandol Sneh	(Album: Chlangden Vol. 062)
- Sopheap Boros Ches Dal	(Album: Chlangden Vol. 022)
- Soriya Kampong Prak	(Album: Chlangden Vol. 064)
- Soriya Lngeach Tngay	(Album: Chlangden Vol. 103)
- Soriya Psorng Sneh	(Album: Chlangden Vol. 073)
- Soriya Rieb Lich	(Album: Chlangden Vol. 070)
- Sork Krorng Hoeuy Ut	(Album: Chlangden Vol. 032)
- Sork Veng Anlay	(Album: Chlangden Vol. 064)
- Sork Veng Mdech Min Ut	(Album: Chlangden Vol. 095)
- Sou Tram	(Album: Chlangden Vol. 083)
- Sovann Machha	(Album: Chlangden Vol. 189)
- Spean-O-Ta-Ki	(Album: Chlangden Vol. 003)
- Spean Chheu Aphop	(Album: Chlangden Vol. 043)
- Spean O-taki	(Album: Chlangden Vol. 043)
- Spean Yole	(Album: Chlangden Vol. 052)
- Sra L-ving Pign Keo	(Album: Chlangden Vol. 285)
- Srach Haeuy On	(Album: Chlangden Vol. 203)
- Sraoh Sraoh Sraoh Sraoh	(Album: Chlangden Vol. 010)
- Srar-êm Darng Sroeng Sangkê	(Album: Chlangden Vol. 005)
- Srar-êm Khmao Steu	(Album: Chlangden Vol. 062)
- Srar-êm Leak Kluon	(Album: Chlangden Vol. 063)
- Srarlanh Haeuy Mdech Sa-arb	(Album: Chlangden Vol. 051)
- Srei Euy Srei Khmeng	(Album: Chlangden Vol. 217)
- Srei La-ar Et Kchars	(Album: Chlangden Vol. 042)
- Srey Kit Meul Chos	(Album: Chlangden Vol. 041)
- Srey Srey Elov	(Album: Chlangden Vol. 002)
- Sro-Lanh-Trov-Hean	(Album: Chlangden Vol. 003)
- Srok Toek Pnek Rieng Avey?	(Album: Chlangden Vol. 021)
- Sromol Akara	(Album: Chlangden Vol. 103)
- Sronos Klen Srey	(Album: Chlangden Vol. 097)
- Sronos Kmao Chrot	(Album: Chlangden Vol. 059)
- Sronos Phoum Doem Lvea	(Album: Chlangden Vol. 009)
- Sronos Veacha	(Album: Chlangden Vol. 197)
- Srornos Pka Ptum	(Album: Chlangden Vol. 021)
- Sros Avey Mles Te?	(Album: Chlangden Vol. 052)
- Sros Nis Sros	(Album: Chlangden Vol. 073)
- Sros Rork Min Ban	(Album: Chlangden Vol. 025)
- Stoeng Sangkê Kom Prê Chet Thmei	(Album: Chlangden Vol. 027)
- Stoeung-Keo	(Album: Chlangden Vol. 003)
- Stoeung Keo	(Album: Chlangden Vol. 052)
- Su Tram Tam Kam	(Album: Chlangden Vol. 004)

### T
- Tep Thida Khnong Soben(Goddess in a dream)
- Teuk Pnete Derm Chnom
- Tgnai Neas Min Jole Pteas (Won't Go Home Today)
- Thavory Meas Bong (Thavory, my Love)*
- Thmor Kol Sromol Snae
- Thnom Snaeh
- Tonsai Sdaiy Chan
- Touh yarg nar
- Troap Koap Chenda
- Tikrong Keap
- Trik Deay Kok Pen
- Trik Kreng Antrok Kheag
- Trik kdouk Trik Jun
- Trik Pheark Orkpuk
- Tirk Ho Krom Spean
- Tivear Havosan
- Tumnuñ Kita Meas
- Thoub Bey Sorsai
- Tuk Sneh Tuk Kam
- Tyda Bondoll Chet
- Tadark Speay Yeam	(Album: Chlangden Vol. 027)
- Tep Thida Knong Soben	(Album: Chlangden Vol. 038)
- Ter Bong Koss Avey..	(Album: Chlangden Vol. 136)
- Tevada Than Kandal	(Album: Chlangden Vol. 039)
- Tgnay Lich Nov Eh Neay Samoth	(Album: Chlangden Vol. 044)
- Than Suo Ney Monus Kvak	(Album: Chlangden Vol. 127)
- Thavary Meas Barng	(Album: Chlangden Vol. 082)
- Thminh Chheu Thkob	(Album: Chlangden Vol. 030)
- Thnorm Chet	(Album: Chlangden Vol. 039)
- Thoeb 1000 Dorng	(Album: Chlangden Vol. 052)
- Thoeb Snam Kdech	(Album: Chlangden Vol. 052)
- Thouk Bey Sorsay	(Album: Chlangden Vol. 034)
- Tich Ké Tich Knhom	(Album: Chlangden Vol. 051)
- Tngay 12 Kakada (12 July)	(Album: Chlangden Vol. 119)
- Tngay Chan Anuksa	(Album: Chlangden Vol. 125)
- Tngay Chré	(Album: Chlangden Vol. 211)
- Tngay Mun Bong Thoeb Oun	(Album: Chlangden Vol. 029)
- Tngay Na Mék Srolas	(Album: Chlangden Vol. 031)
- Tngay Na! Tngay Na!	(Album: Chlangden Vol. 076)
- Tngay Nis Min Chole Pteas Te	(Album: Chlangden Vol. 113)
- Tngay Sa-ek Bek Knea	(Album: Chlangden Vol. 058)
- Tngay Sa-ek Bêk Knea	(Album: Chlangden Vol. 051)
- Toe Mean Norna Klas Doch Knhom?	(Album: Chlangden Vol. 031)
- Toe Pit Reu Té?	(Album: Chlangden Vol. 207)
- Toek Ho Kraom Spean	(Album: Chlangden Vol. 125)
- Toek Pnék Leu Akara	(Album: Chlangden Vol. 151)
- Toek Pnek Loe Trung Barng	(Album: Chlangden Vol. 010)
- Toek Pnek Malavy	(Album: Chlangden Vol. 052)
- Toek Pnék Mouy Tok	(Album: Chlangden Vol. 151)
- Tomninh Sneha	(Album: Chlangden Vol. 049)
- Tors Yang Na	(Album: Chlangden Vol. 129)
- Touek Pnek Rumchang	(Album: Chlangden Vol. 058)
- Toul Koke Toul Kam	(Album: Chlangden Vol. 002)
- Tpol On Samrab Neakna	(Album: Chlangden Vol. 086)
- Trarpeang Peay	(Album: Chlangden Vol. 076)
- Trob Kib Chenda	(Album: Chlangden Vol. 219)
- Tuk La-or Eng Chos	(Album: Chlangden Vol. 059)
- Tuk Thnaot	(Album: Chlangden Vol. 062)
- Tumnuong Sdach Neak	(Album: Chlangden Vol. 135)
- Tumnuonh Chab Meas	(Album: Chlangden Vol. 030)
- Tumnuonh Guitar	(Album: Chlangden Vol. 002)
- Tumnuonh Phokol Kuma	(Album: Chlangden Vol. 076)
- Tumnuonh Toch Phnom	(Album: Chlangden Vol. 060)
- Tung Troong Klang Nass***	(Album: Chlangden Vol. 002)
- Tveu Avey Kor Tveu Deh	(Album: Chlangden Vol. 097)

### U
- Udom Sneha ឧត្តមស្នេហា
- Udom Doung Chet

### V
- Veng Suk Alang វាលសោកអាល័យ
- Veasna Ksai Tirk Chu
- Veasna Chaov Cheth
- Veal Sreay Sronoss
- Vil Veñ Oun (Come Back, Dear)
- Vil Veñ Tam Sanya
- Violetta
- Vinhean khan bosiba វិញ្ញាណខ័ន្តនាងបុស្សបា
- Vichara Meas Bong
- Voasa Dal Haouy (Winter Is Here Already)
- Veacha Yukveachun Korki Thom	(Album: Chlangden Vol. 191)
- Veal Sork Veal Alay	(Album: Chlangden Vol. 136)
- Veal Srey Sronos	(Album: Chlangden Vol. 100)
- Veasna Chao-Chet	(Album: Chlangden Vol. 099)
- Vey Pign Kromom	(Album: Chlangden Vol. 055)
- Vil Tam Saniya	(Album: Chlangden Vol. 058)
- Vilvinh On	(Album: Chlangden Vol. 076)
- Violleta	(Album: Chlangden Vol. 207)
- Visamak Kal Nov Krong Kep	(Album: Chlangden Vol. 207)
- Vorng Euy Srey Vorng	(Album: Chlangden Vol. 089)
- Wat Champou Ka-ek	(Album: Chlangden Vol. 191)

### Y
- Youp 12 koert (Unforgettable Night of the 12th Increasing Moon)
- Yup Men Oun Yulyuom
- Yup Niss(Tonight)
- Yup Sngat
- Yop Minh Nona Nhonhem Dak Bong (Who Smiled at Me Last Night)
- Yuvachu Samay
- Yum Dembey Chhup Yum
- Yum Bey Ratrey
- Yulyum Mork ញញឹម មក
- Yulyum Sross
- Yull Chet Rem Pong
- Yang Na Tov Sneha	(Album: Chlangden Vol. 025)
- Yihub Pailin	(Album: Chlangden Vol. 062)
- Yihup Battambang	(Album: Chlangden Vol. 083)
- Yub 12 Kaeut	(Album: Chlangden Vol. 039)
- Yub Mign Oun Nhonhim	(Album: Chlangden Vol. 095)
- Yub Na Doch Yub Na	(Album: Chlangden Vol. 219)
- 10 Chnam Reus Proporn	(Album: Chlangden Vol. 025)
- 1000 Sarapheap	(Album: Chlangden Vol. 029)
- 20 Chnam Knong Kuk	(Album: Chlangden Vol. 036)

### Duetos con Ros Sereysothea
- Ae Na Prommajarey
- Atneja Kai Gnognit
- Akura Lohet*
- Bombai Tep Sodachan*
- Boh Choong
- Chhom Chet Pesey
- Chop Jeur Huey Bros
- Jang ban pka avey? (What Flower Do You Want?)
- Jomno Throjeak (A Cold Wind)
- Jun Kasey
- Koch Madum Na? (How Am I "bad"?)
- Kolarb snaeha (Love Poem)
- Komloss Phnom Penh Kromom Battambang
- Konoch veyo
- Kromom Khmer Ler*
- Lea Huey Kolap Battambang
- Oh! snaeha euy! (Oh! Love!)
- Snaiha Phenovong*
- Yerng chreing lann pinek*
- Chiet et la-eng*
- Bong smoss luoksei*
- Keopanchapor*
- Seneha Preas Leksinnavong*
- Seneha Preas Thuong Neang Nag*
- Thyronagum Neang Nag*
- Pkah Angkearboss*
- Duong preas chanthrere*
- Guo prane nisei sene*(Soul mate)
- Norn laorng pruom teu!*
- Bopha thansorkear*(Heavenly flower)
- Than soben sene*
- Sene peth thar la-eng*
- Chan reas kandol thngay throng*
- Yerng kom bomplete khnere*
- Phekdei seneha*(Phekdei Love)
- Preas Chinavong Bothumsoryah*
- Preas Channavong Kasalbopha*
- Athetsovann Chankasal*
- Cheit moi thleam moi
- Seneha Champa Meas*
- Kuom kurht bong euy*(Don't stop me)
- Jumroke sene*(The roof of love)
- Moi kamplerng anosaovari
- Sene bong neng oun*
- Soben than sene*
- Sovann Thanann*
- Sdath Domrei Sal*(The white Elephant king)
- Soryonn Gomah*
- Prasna buon kall*(The four riddell)
- Preas Neng Champ Thuong*
- Chan reas khnong reastrei*(Full moon at midnight)
- Abulkesem*
- Thansor nei yerng*(Ours Heaven)
- Sophear meas bong*
- Akynjah mate mee sraltuom*
- Akareth Mayura*
- Avuoth men ous men slapp*
- Buthamavei seneha Chrisna Devi*
- Pralong gonkear lane*(Water festival)
- Thansor sene yerng*
- Ros sene aldom*
- Somlane sene thmei
- Joss mork praleng*(Come down my love)
- Yerng prote knere heuy*
- Sralmai geu sene*
- Klein pkah prei phnom*(Scent of mountain flower)
- Chuok Roth meas bong*
- Jomroke phekdei*(The Shelter of trust)
- Rorm sene loksei*
- Reing sene yerng*
- Thavary meas bong*
- Jeur Joss ! Jeur Joss !* (believeth)
- Phuom khmer phuom thmei*
- Sene neu thae sene*(always will love)
- Yokvyjonn samei thmei*(The youths of New era)
- Sralane bong joss*
- Thanak psane cheit psane*(Status are different from love)
- Meas sene pralnei bong*
- Kmern avei thom jern seneha*(Nothing bigger than love)
- Derm trane yull*(waving of the tallgrass)
- Gonsan bonjum cheit*(The lover scarf)
- Tyda seneha bong*
- Tep Tyda Kandal sal* (The King of the White Mouse)
- Praland seneha*
- Seneha jumlerth* (The weirdness of love)
- Tonsai sdei chanthere'*
- Promdane cheit* (Boarder of love)
- Chan jak math kere*
- Seneha Laver Jathe*
- Chmreing Tuom Tao*
- Pka reth pkah roi*
- Rothanakvong Neang Sokuntheros*
- Somross Neang Baksai*(The beauty of the bird princess)
- Thngay jurp seneha*
- Mate eoi joi pong*
- Prane nisei seneha*
- Klain sal klain khmao*(The white hawk & black hawk)
- Seneha pratana *
- Sonyah 3 thngay*( the 3 days promise)
- Pkah reth khnong sorn*(Blossom flower in the garden)
- khbone sene kakai*
- Lere heuy songsa khyum*(Gooodbye my love)
- Buthamavei seneha*
- Golap Indonesei*
- Krap klenn Chanthuo*
- Somboth muok jadei sene*(Promises before the grave of love)
- Sene khmean Thngay plett*
- Sne Chlong Veha (ស្នេហ៍ឆ្លងវេហា)
- Jerng Phnom Samphov
- Rom thet thheu (dance again)
- Joui chhrooth shreu(caltivate rice)
- Sralnoss O'chruo
- Kralmom lerk kloun*
- Phchoo mork darl heuy(Moonsoon is here)
- Thnom euy thnom*
- Gonthret torng vong
- Sralane oun tharl thae ban
- Oun geurt chnom euy?
- Jass heuy louk tha!
- Mi mai gall srey
- Bong suom sla srey
- Malop derm sralao
- Enjurn teu nah?(where are you going)
- Puot euy srey puot
- Chmreing sene yerng(song of our love)
- Oun jong yurm phhlae ghoi
- Chravak sene (chained love)
- Stung anosa
- Jung thale khum hath
- Suert reu yume ( laugh or cry?)
- Tout chiet nas
- Bors nag
- Lerr srey khmao theu journ ongum
- Aknicha san sdei
- Japp pok euy
- Sralane bong teu!
- Chmreing seneha
- Pka euy euy pka
- Stung songkaer sene phekdei
- Roi chnom gall jum darle
- Yerng chreing pei nerk
- Chiet sene terng neu
- Sralane oun rom
- Joll darle aoi mai
- Chnom kroi kae neng
- Sralane srey yupp
- Goe sene khbere stung gumsorth
- Som sla srey
- Anosaovary bei kat
- Trom darle pout gum
- Pralet being srey
- Tout euy srey tout
- Kralmom pem kralsorm
- Pailin doung chiet
- Cheu nas oun
- Om tork joll prate
- Oun rep gah joss
- Mam eng!
- Math kear Phnom Penh dara battambang
- Thmall goll sralmall sene
- Sath japp yume jep
- Jang sdap plain
- Slek doung slek jak
- Romvong chnom thmei
- Hello bong ! hello oun!
- Khdam sralgnay
- Lork guon kralmom
- Srey ngo ngok
- Cingom moi teu
- Penicilline sinn teu
- Sum khjaye goe rom
- Jumnov traljerk*(the cold breeze)
- Phey mless oun*
- Nerk na sene jerng nerk nah?*(whose love is greater?)
- Chiet klart chiet*
- Sralmall nerk nah?*(Whoses shadow?)
- Kralmom arenn
- Kum plete bopha angkor
- Prome derm men prome chong
- Chao dok
- Go bong snan moi(One horn bull)
- Nerk kroe kralmom
- Nerk kroe pathe euy
- Neary samei
- Gondop bok srel
- Svay moi mathe
- Pka kravann
- Mork pei nere thlerk ey
- Tharl oun ayok punman
- Phnom tout phnom thom
- Reing peth roboss oun(My true story)
- Pnete kouth
- Pka avey?
- Klart tharl koss
- Stung songkae komprere chiet thmei
- Bopha doung tao
- Oun rean English
- Enjung gall keng darle
- Neh! oun srey
- Oun prome heuye bong*
- Sene khmern preall
- Khmern loi moi reil tay
- Pros samei apollo
- Mong punman heuy?(what time is it)
- Chert kroi som geurt cher...
- Therm sene cheva
- Smak therm pralpeini
- Oun sonyah eouy bong jum
- Bong jurp consigner
- The pleing thet deth
- Chan jak math
- Kum lane morl pleu
- Shate rom thall pleu
- Gann dai mon gah
- Teu nah teu pong
- Rei meas shok shkom
- Sorn sene aldom*
- Kamloss mongkolborei srey sereysophaon
- Srey sross pros sathe
- Battambang mern avey chheung?
- Mahop pisess
- Akara Lohet	(Album: Chlangden Vol. 076)
- Aknicha Khê La-ngit	(Album: Chlangden Vol. 217)
- Allo Oun Allo Bong	(Album: Chlangden Vol. 025)
- Anjeugn Tov Na Bong?	(Album: Chlangden Vol. 115)
- Anukpheap Ney Bok Mort	(Album: Chlangden Vol. 147)
- Anuksavry 3 Khêt	(Album: Chlangden Vol. 064)
- Bampé Tepsoda Chan	(Album: Chlangden Vol. 076)
- Ban Chea Knhom Samloeng Meul Neang	(Album: Chlangden Vol. 061)
- Bêk Teang Toek Pnék	(Album: Chlangden Vol. 096)
- Bors Chhoung	(Album: Chlangden Vol. 024)
- Chahouy Ning Sankya	(Album: Chlangden Vol. 041)
- Champa Koh Thmei	(Album: Chlangden Vol. 005)
- Chamrieng TumTeav	(Album: Chlangden Vol. 085)
- Chamrieng Visamakal	(Album: Chlangden Vol. 085)
- Chan Chak Mek	(Album: Chlangden Vol. 059)
- Chan Chor Knong Reatrey	(Album: Chlangden Vol. 099)
- Chan Reas Tngay Trang	(Album: Chlangden Vol. 103)
- Chang Te Hek Kham	(Album: Chlangden Vol. 049)
- Chao Dark	(Album: Chlangden Vol. 057)
- Chaô Luoch Chet	(Album: Chlangden Vol. 145)
- Chet Et La-ieng	(Album: Chlangden Vol. 117)
- Chet Klach Chet	(Album: Chlangden Vol. 133)
- Chet Mouy Tloem Mouy	(Album: Chlangden Vol. 031)
- Chet Snae Tieng Nov	(Album: Chlangden Vol. 083)
- Cheuna Som On Kom Khoeng	(Album: Chlangden Vol. 205)
- Chhoeu Nas Oun	(Album: Chlangden Vol. 037)
- Chmos Oun Doch Duong Dara	(Album: Chlangden Vol. 032)
- Chmous Owne Doch Duong Darah	(Album: Chlangden Vol. 001)
- Choeur Chos	(Album: Chlangden Vol. 020)
- Chol Chnam Nov Battambang	(Album: Chlangden Vol. 022)
- Chol Oun Mdech Ban	(Album: Chlangden Vol. 049)
- Chor Lorch Chet	(Album: Chlangden Vol. 099)
- Chos Mok Proloeng	(Album: Chlangden Vol. 050)
- Chrote Sruv	(Album: Chlangden Vol. 001)
- Chumno Kjol Trocheak	(Album: Chlangden Vol. 133)
- Eh Na Prum Mjarey	(Album: Chlangden Vol. 007)
- Hê Neak Tov Buos	(Album: Chlangden Vol. 030)
- Jaerdey Sombaut Snaeh 	(Album: Chlangden Vol. 211)
- Jass Kaong Knong Srawlang Knear Mdong Teat	(Album: Chlangden Vol. 134)
- Jomreang Louk Pkar	(Album: Chlangden Vol. 134)
- Kam Sneh Srey Am	(Album: Chlangden Vol. 111)
- Kamnap Sneha	(Album: Chlangden Vol. 027)
- Kandob Buk Srov	(Album: Chlangden Vol. 217)
- Kbon Kakei	(Album: Chlangden Vol. 082)
- Kdâm Srarngê	(Album: Chlangden Vol. 057)
- Khork Chet Sneh Srey	(Album: Chlangden Vol. 033)
- Klach Te Khos	(Album: Chlangden Vol. 041)
- Kleb Klen Chanthou	(Album: Chlangden Vol. 127)
- Kmean Avey Bombek Loeuy	(Album: Chlangden Vol. 149)
- Kmean Avey Thom Cheang Sneha	(Album: Chlangden Vol. 103)
- Kmean Muoy Riel Te	(Album: Chlangden Vol. 086)
- Knhom Chmos Chey Chet	(Album: Chlangden Vol. 099)
- Koch Mdom Na?	(Album: Chlangden Vol. 041)
- Kom Khort Bong Ey	(Album: Chlangden Vol. 076)
- Kom Leng Muol Plov	(Album: Chlangden Vol. 059)
- Komplich Bopha Angkor	(Album: Chlangden Vol. 197)
- Kou Sneh Kbeh Stoeung Kampot	(Album: Chlangden Vol. 046)
- Krarmom Aranh	(Album: Chlangden Vol. 039)
- Kromom Leak Kluon	(Album: Chlangden Vol. 032)
- Ku Preng Ni-sai	(Album: Chlangden Vol. 100)
- La Bum-Baye	(Album: Chlangden Vol. 004)
- Lea Haeuy Kolab Battambang	(Album: Chlangden Vol. 062)
- Lea Hoeuy Soumatra	(Album: Chlangden Vol. 111)
- Lork Kon Krarmom	(Album: Chlangden Vol. 057)
- Mdech Hean Suo Knhom	(Album: Chlangden Vol. 099)
- Meas Snae Bro-nei Phorng	(Album: Chlangden Vol. 227)
- Mek Euy Chuoy Pharng	(Album: Chlangden Vol. 203)
- Mekhea Phnom Penh Dara Battambang	(Album: Chlangden Vol. 043)
- Mlub Chrey Duong Chet (Chan Chak Mek)	(Album: Chlangden Vol. 119)
- Mlub Sneh Doem Srolav	(Album: Chlangden Vol. 119)
- Morn Rongeav	(Album: Chlangden Vol. 097)
- Muoy Kamplieng Anouksavry	(Album: Chlangden Vol. 044)
- Neak Boeuk Trak Tor Kvas Sneh	(Album: Chlangden Vol. 043)
- Neak Na Sneh Cheang Neak Na	(Album: Chlangden Vol. 145)
- Neakrou Krormom	(Album: Chlangden Vol. 029)
- Neary Chis Kon Korng Toch	(Album: Chlangden Vol. 029)
- Neh! Pros Kamsak	(Album: Chlangden Vol. 068)
- Nham Skar SINGOME Muoy Tov	(Album: Chlangden Vol. 042)
- Noeuk Krub Pel Velea	(Album: Chlangden Vol. 097)
- Nuon La-arng Prorm Tov	(Album: Chlangden Vol. 082)
- Odom Pheakriyea Teahean	(Album: Chlangden Vol. 075)
- Oh! On Thida	(Album: Chlangden Vol. 203)
- Om Touk Chol Prek	(Album: Chlangden Vol. 037)
- On Rieb Ka Chos	(Album: Chlangden Vol. 063)
- Orkun Lok Yeay	(Album: Chlangden Vol. 002)
- Pakthom-Vey Sneha Kroeusna Tevy	(Album: Chlangden Vol. 185)
- Pathom-vey Sneha	(Album: Chlangden Vol. 203)
- Phnom Touch Phnom Thom	(Album: Chlangden Vol. 026)
- Phoumara Aphop	(Album: Chlangden Vol. 141)
- Pjous Mok Dol Hoeuy	(Album: Chlangden Vol. 032)
- Pka Angkea Baos Euy	(Album: Chlangden Vol. 100)
- Pka Avey?	(Album: Chlangden Vol. 041)
- Pka Euy Pka Putrea	(Album: Chlangden Vol. 027)
- Pka Euy Pka Tkol	(Album: Chlangden Vol. 103)
- Pka Krovan	(Album: Chlangden Vol. 087)
- Pka Rich Haeuy	(Album: Chlangden Vol. 181)
- Pkor Lorn Eh Tbong	(Album: Chlangden Vol. 097)
- Prorlit Boeng Srei	(Album: Chlangden Vol. 064)
- Prorm Doem Min Prorm Chong	(Album: Chlangden Vol. 087)
- Prosna 4 Khor	(Album: Chlangden Vol. 099)
- Proyat Bapakam Na!	(Album: Chlangden Vol. 115)
- Psorng Chuob Krub Cheat	(Album: Chlangden Vol. 050)
- Ram Ket Chit Kay	(Album: Chlangden Vol. 070)
- Ramvorng Chol Chnam	(Album: Chlangden Vol. 027)
- Rattanavong Ning Sokonthearos	(Album: Chlangden Vol. 115)
- Rey Meas Sdok Sdam	(Album: Chlangden Vol. 062)
- Rieng Pit Robos Oun	(Album: Chlangden Vol. 031)
- Rom Cha Cha Cha	(Album: Chlangden Vol. 189)
- Rom Tor Tuv Teat	(Album: Chlangden Vol. 130)
- Romvong Chnam Thmei	(Album: Chlangden Vol. 066)
- Romvong Samay Apollo	(Album: Chlangden Vol. 087)
- Rory Chhnam Kor Cham Dae	(Album: Chlangden Vol. 083)
- Ros Sneha Odom	(Album: Chlangden Vol. 209)
- Sa-ek Rom Tol Ploeu	(Album: Chlangden Vol. 059)
- Sabay Vey Kmeng	(Album: Chlangden Vol. 012)
- Samrêk Neang Neak	(Album: Chlangden Vol. 133)
- Samros Leaksmy	(Album: Chlangden Vol. 047)
- Sanaya Bei Choin	(Album: Chlangden Vol. 227)
- Saniya Oy Bong Cham	(Album: Chlangden Vol. 028)
- Sat Chab Yum Chaeb	(Album: Chlangden Vol. 139)
- Smak Bong Mok	(Album: Chlangden Vol. 020)
- Snae Doch Toek Plieng	(Album: Chlangden Vol. 082)
- Snae Khnong Pel Reatrei	(Album: Chlangden Vol. 100)
- Snae Tam Prarpeyni	(Album: Chlangden Vol. 010)
- Sneh Bong Ning Oun	(Album: Chlangden Vol. 115)
- Sneh Et Ney	(Album: Chlangden Vol. 030)
- Sneh Kmean Prê	(Album: Chlangden Vol. 076)
- Sneh Nov Te Sneh	(Album: Chlangden Vol. 020)
- Sneh Srey On	(Album: Chlangden Vol. 021)
- Sneh Than Doseth	(Album: Chlangden Vol. 119)
- Sneha Chamlêk	(Album: Chlangden Vol. 201)
- Sneha Champa Meas	(Album: Chlangden Vol. 058)
- Sneha Champa Meas Ti Pi	(Album: Chlangden Vol. 096)
- Sneha Neang Lvea Chek	(Album: Chlangden Vol. 141)
- Sneha Preah Thong Neang Neak	(Album: Chlangden Vol. 133)
- Soben Suokea	(Album: Chlangden Vol. 030)
- Som Kan Mun Ka	(Album: Chlangden Vol. 059)
- Som Kjey Kou Rom	(Album: Chlangden Vol. 007)
- Som Skohl Ptess Pong	(Album: Chlangden Vol. 001)
- Som Sla	(Album: Chlangden Vol. 066)
- Sovann Taeng On Oun	(Album: Chlangden Vol. 100)
- Srarlanh Bong Tov	(Album: Chlangden Vol. 006)
- Srarlanh On Ram	(Album: Chlangden Vol. 083)
- Srawlang Srey Ngib	(Album: Chlangden Vol. 001)
- Srawlang Terb Skat Mork Rork	(Album: Chlangden Vol. 134)
- Srei Ngor Ngark	(Album: Chlangden Vol. 042)
- Srey Na Hean Veay Srey Nous Kou Knhom	(Album: Chlangden Vol. 185)
- Srey Toch	(Album: Chlangden Vol. 097)
- Srey Toch Chroloeung	(Album: Chlangden Vol. 097)
- Sromai Ku Snae	(Album: Chlangden Vol. 147)
- Sross Doch Knear	(Album: Chlangden Vol. 001)
- Starn Suor Starn Snaeh	(Album: Chlangden Vol. 002)
- Stoeng Anusa	(Album: Chlangden Vol. 096)
- Stoeng Sangkê Snae Pheakdei	(Album: Chlangden Vol. 083)
- Svay Muoy Mek	(Album: Chlangden Vol. 139)
- Thanak Pseng Chet Pseng	(Album: Chlangden Vol. 048)
- Thansuo	(Album: Chlangden Vol. 036)
- Thansuo Ney Yeung	(Album: Chlangden Vol. 127)
- Tharn Suo Tharn Sneh	(Album: Chlangden Vol. 135)
- Theat Dêk Theat Pleung	(Album: Chlangden Vol. 057)
- Thnorm Euy Thnom	(Album: Chlangden Vol. 119)
- Thoeb Chos	(Album: Chlangden Vol. 045)
- Tmor Kol Srormol Sneh	(Album: Chlangden Vol. 043)
- Tngay Sa-ek Bek Knea	(Album: Chlangden Vol. 046)
- Toch Euy Toch Srei	(Album: Chlangden Vol. 070)
- Toe Oun Ah-yuk Pon-marn	(Album: Chlangden Vol. 026)
- Toek Chet Ho Tov	(Album: Chlangden Vol. 141)
- Vinhean Andêt	(Album: Chlangden Vol. 044)
- Yeung Chreang 2 Neak	(Album: Chlangden Vol. 083)
- Yeung Kom Plich Knea	(Album: Chlangden Vol. 085)

### Duetos con Pan Ron
- Ah run rah
- Chearng Maik Por Svay*
- Sene reth douth pkah
- Teuk Chross thlek leu thmall
- Pkah chuok rohong
- Sess peye teu( As the horse gallop)
- Jurp Phek
- Chmreing bompei
- Jomroke sene
- Seneha Neang Champa
- Lere heuy Romdoll lonvath
- Som sene Preas Perepath
- Torng Neang Vong
- Gampoll boross muok pei(The heroes with 2 faces)
- Kathsongva meas bong
- Seneha Eyna Bossaba
- Gall na pkah reth?
- Kdei sene yerng
- Veryoke Traljerke(Coldness of the breeze)
- Sene douch jerng make
- Sene douch bomnong
- Pka reik mort samoth(Flower blossom in front of the ocean)
- Machoof meas(The Golden Coffin)
- Oun plet reing derm
- Menjess yoll chet
- Bondam Keo Samonthere
- Gomsan gonkear
- Niss geu gum oun( This is my misfortune)
- Chmreing thnom bompei
- Sranlane khnere nas
- Montha meas bong មន្ថា
- Khum hous songkum
- Den mork ! den mork!
- Traljerke chet
- Gumagall pysess
- Geur gum thae oun
- Merr gonn mdong
- Khang baick teu heuy(flat tires)
- Som thot roup mui
- Juoy ronn lane(help push car)
- Gonya rom sess (horse style dance)
- Bong som reann rom
- khmass ynerth
- Rom cha cha cha
- Teptydah gonya sork vain
- Prasad sene*(the castle of love)
- Joll chrok sinn nerng
- Teu...kum teu aren
- Ruop oun l-all jerng gay
- Soben lorth sene
- Golap Phuom gopnymeth
- gumlane men lork tha
- Thnom thpall oun pong
- Chiet sene borisoth
- Rom enjern rom
- Guon gath bey sass
- Oun sboth! sboth!
- Bopha slakat
- Gamloss honda Ganya peises
- Snam kram jurp thpall
- Nerk berk trakteu kvass sene
- Sathe sorm
- Poss mai heu hah
- Jall lort thae thall?
- Lanong tharl cha cha cha
- Chnei khsath koss kong
- Trom darl pout gum
- Rom ban thae
- Somross thmei
- Om tork khnong being
- Smak bong darl reu
- Somross khmer pthem
- Khmao oun khmao khmer
- Men sene bong thae*
- Jall lort bessduong*
- Sralnoss gain toll khnong
- Enjerng rom leng
- Ruop pei cheveth mui
- Sene yerng
- klein klorn malis rorth
- Srey tout tralmere
- Avey heu tha seneha?
- Bek Kang	(Album: Chlangden Vol. 028)
- Bondam Neang Keo Samontea	(Album: Chlangden Vol. 135)
- Bong Som Rien Rom	(Album: Chlangden Vol. 032)
- Bopha Slakete	(Album: Chlangden Vol. 043)
- Champey Rik Pros San-Soeum	(Album: Chlangden Vol. 020)
- Chamrieng Kaksekor KHMER Boek Srov	(Album: Chlangden Vol. 197)
- Chang Ban Te Chet	(Album: Chlangden Vol. 046)
- Chang Ram Te CHA CHA CHA	(Album: Chlangden Vol. 086)
- Chegnchiegn Tbong 5	(Album: Chlangden Vol. 097)
- Chet 1 Tlaeum 1	(Album: Chlangden Vol. 051)
- Cheung Mek Por Sor	(Album: Chlangden Vol. 049)
- Chivit Kakvei Dantrei Sneh	(Album: Chlangden Vol. 051)
- Chnam Kroy Kheh Ning	(Album: Chlangden Vol. 066)
- Chuob Pheak	(Album: Chlangden Vol. 227)
- Duong Champa	(Album: Chlangden Vol. 036)
- Hora Tbanh Ay	(Album: Chlangden Vol. 045)
- Jan Reangsey Nung Kae-saw Bopha	(Album: Chlangden Vol. 135)
- Kal Na Pka Rich	(Album: Chlangden Vol. 099)
- Kamakor Pises	(Album: Chlangden Vol. 045)
- Kamlos Chas Pas Neak Memay	(Album: Chlangden Vol. 063)
- Kbon Chivit	(Album: Chlangden Vol. 037)
- Klach Pas Pdei Keh	(Album: Chlangden Vol. 066)
- Kmas Gneat Teang Srok	(Album: Chlangden Vol. 032)
- Knhom Chreang Neang Rom	(Album: Chlangden Vol. 134)
- Kolab Kob Nimit	(Album: Chlangden Vol. 060)
- Kolbot Champos Mday	(Album: Chlangden Vol. 048)
- Kom Cloeuy Tha Te	(Album: Chlangden Vol. 087)
- Kom Leng Prarlam Mén Lok Ta	(Album: Chlangden Vol. 060)
- Krarlang Lang Euy	(Album: Chlangden Vol. 063)
- Lork Leuy	(Album: Chlangden Vol. 046)
- Meul Kon Mdorng	(Album: Chlangden Vol. 059)
- Min Ches Yol Chet	(Album: Chlangden Vol. 033)
- Min Del Kheunh Sars	(Album: Chlangden Vol. 070)
- Montha Meas Bong	(Album: Chlangden Vol. 049)
- Ne! Meul Oun Phorng Na	(Album: Chlangden Vol. 185)
- Neak Na Dak Chmors Aôy	(Album: Chlangden Vol. 083)
- Nov Te Min Nhin	(Album: Chlangden Vol. 059)
- Om Touk	(Album: Chlangden Vol. 087)
- Om Touk Knong Boeng	(Album: Chlangden Vol. 087)
- Pjous Kam Pjous Chet	(Album: Chlangden Vol. 099)
- Prarchum Knea Phoek Ram Sabay	(Album: Chlangden Vol. 096)
- Pronhab Te Khoeng	(Album: Chlangden Vol. 086)
- Prorlong Knea Rom	(Album: Chlangden Vol. 032)
- Rortyorn Thmei (new car)	(Album: Chlangden Vol. 087)
- Roub Oun Cheang Ké	(Album: Chlangden Vol. 026)
- Roub Py Chivit Mouy	(Album: Chlangden Vol. 058)
- Sa-ob Pros Dék Pha-ieng	(Album: Chlangden Vol. 062)
- Sa-ob Srey Gnam Sra	(Album: Chlangden Vol. 059)
- Samros Thmei	(Album: Chlangden Vol. 083)
- Sangkhim Cheanik	(Album: Chlangden Vol. 047)
- Sék Soam	(Album: Chlangden Vol. 063)
- Smak Muoy Chivit	(Album: Chlangden Vol. 183)
- Smak Oun 1	(Album: Chlangden Vol. 153)
- Snae Doch Choeng Mek	(Album: Chlangden Vol. 010)
- Sneh Leu Akas	(Album: Chlangden Vol. 034)
- Sneh Pel Arun Reas	(Album: Chlangden Vol. 133)
- Sneh Yeung	(Album: Chlangden Vol. 058)
- Soben Luoch Sneh	(Album: Chlangden Vol. 045)
- Som Snae Preas Peay Phat	(Album: Chlangden Vol. 100)
- Som Thort 1	(Album: Chlangden Vol. 028)
- Srey Kbot Snaeh	(Album: Chlangden Vol. 001)
- Srey Toch Sromeh	(Album: Chlangden Vol. 115)
- Sroêm Phalla	(Album: Chlangden Vol. 024)
- Srolanh Knea Nas	(Album: Chlangden Vol. 133)
- Tep Absar Chnam Thmei	(Album: Chlangden Vol. 060)
- Téschor Knong Kdey Srormay	(Album: Chlangden Vol. 034)
- Toek Chros Anousavry	(Album: Chlangden Vol. 219)
- Toh Knear Rorl Tgnai	(Album: Chlangden Vol. 001)
- Tov Leng Bon Pchum	(Album: Chlangden Vol. 062)
- Tram Dol Phut Kam	(Album: Chlangden Vol. 064)
- Trojeak Jet	(Album: Chlangden Vol. 002)
- York Tbong Tov Lam Bear	(Album: Chlangden Vol. 009)

### Otros Duetos(Sinn's Duets with Other Artists)
- Konsaeng Bong Saw(My Scarf is White)
- Luok Num Trosong
- Pka Sarai
- Pteh Psa Pram Knong(Album: Chlangden Vol. 025)
- Toy Toy Toy(Back up Back up)

- Datos: Q3485020
- Multimedia: Sinn Sisamouth / Q3485020